# Doornikse steen

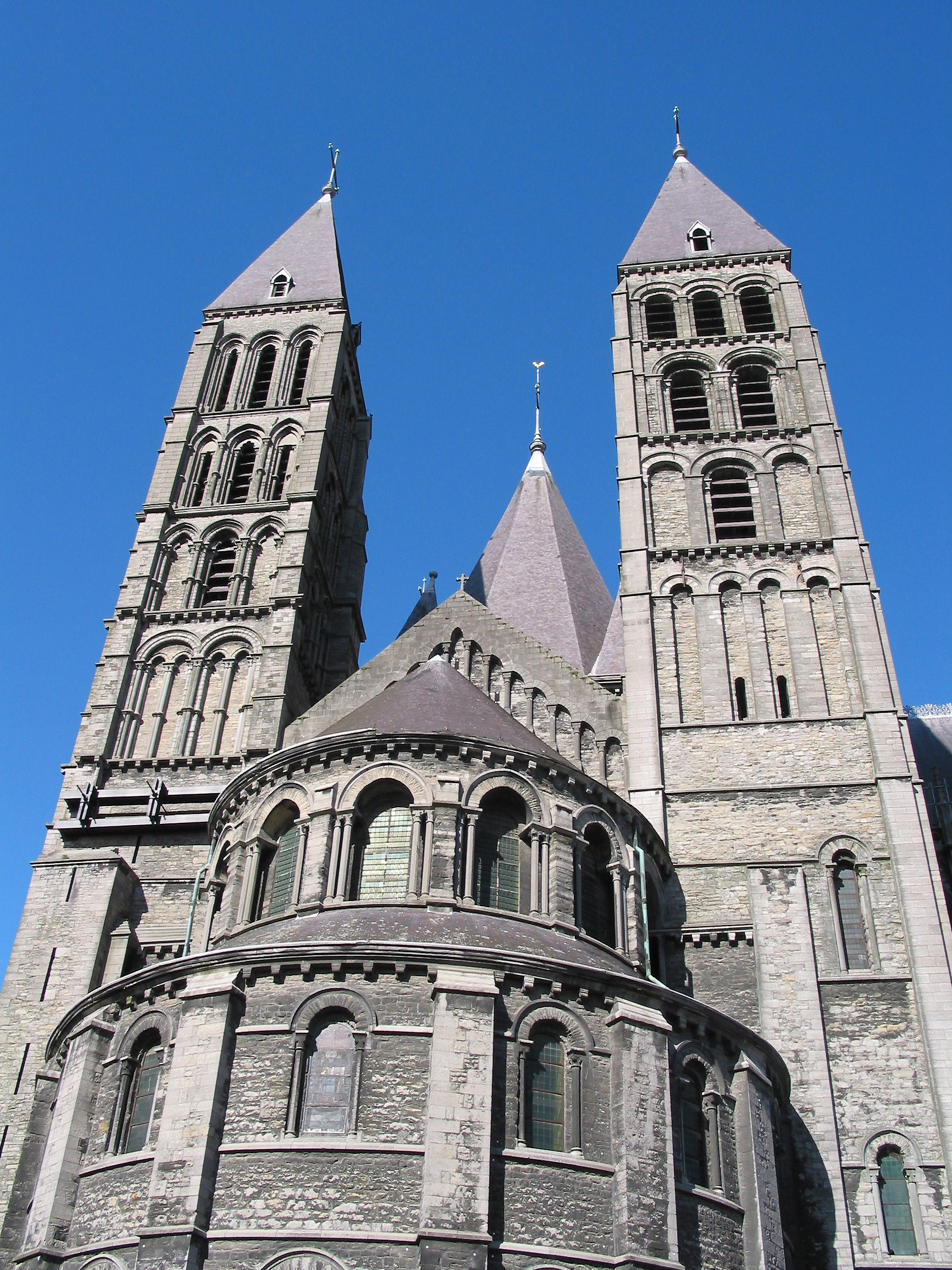
De Onze-Lieve Vrouwekathedraal te Doornik is uitgevoerd in Doornikse steen

Doornikse steen is een zwartblauwe, gelaagde kalksteensoort, die in de omgeving van Doornik wordt gewonnen. Door verwering wordt de steen zilvergrijs.
De steensoort werd gebruikt bij de bouw van tal van kerken, en is karakteristiek voor de Scheldegotiek. Ook civiele gebouwen als de Lakenhalle van Ieper en het Gravensteen van Gent zijn uitgevoerd in de kalksteen. De harde steensoort is moeilijk bewerkbaar en werd dan ook niet gebruikt voor de befaamde Doornikse doopvonten en grafstenen. De groeven waar ze wordt gewonnen bevinden zich te Vaulx en te Gaurain-Ramecroix (de groeve "La Roquette"). De steen werd gevormd in het Tournaisien, een periode van het Onder-Carboon.
De steen heeft een compacte, fijnkorrelige structuur. Hoewel overwegend grijsachtig, zijn ook witte puntjes te zien, afkomstig van fossielfragmenten.